# Phoenicopterus copei
Phoenicopterus copei je izumrla prapovijesna vrsta ptice iz reda plamenaca. Živjela je u razdoblju kasnog pleistocena. Obitavala je diljem zapada Sjeverne Amerike i središnjeg dijela Meksika, gdje su nađeni njezini fosilni ostaci. O njoj nije poznato puno podataka.